# Жабіцько
Жабіцько (пол. Żabicko, нім. Seegenfelde) — село в Польщі, у гміні Стшельці-Краєнські Стшелецько-Дрезденецького повіту Любуського воєводства.
Населення — 153 особи (2011).
У 1975-1998 роках село належало до Гожовського воєводства.

## Демографія
Демографічна структура станом на 31 березня 2011 року:
|          | Загалом | Допрацездатний вік | Працездатний вік | Постпрацездатний вік |
| -------- | ------- | ------------------ | ---------------- | -------------------- |
| Чоловіки | 82      | 15                 | 62               | 5                    |
| Жінки    | 71      | 15                 | 36               | 20                   |
| Разом    | 153     | 30                 | 98               | 25                   |